# Færøernes U/17-fodboldlandshold
Færøernes U/17-fodboldlandshold er et hold under Færøernes fodboldforbund (Fótbóltssamband Føroya) (FSF), udvalgt blandt alle færøske fodboldspillere under 17 år, til at repræsentere Færøerne i internationale U/17 fodboldturneringer arrangeret af FIFA og UEFA samt i venskabskampe mod andre nationale fodboldforbunds udvalgte U/17 hold.
Holdet deltog i 2017 i kvalifikationen til U/17-VM i fodbold 2017 og kvalificerede sig til Eliterunden for første gang, og derefter kvalificerede de sig også til U17 EM 2017 slutspillet, som det første færøske fodboldlandshold nogensinde.

## U/17 kvalfikation til EM i fodbold 2017

### Kvalifikationsrunde

#### Gruppe 3
| Pos | Hold       | K | V | U | T | M+ | M- | MF | P | Kvalifikation |
| --- | ---------- | - | - | - | - | -- | -- | -- | - | ------------- |
| 1   | Schweiz    | 3 | 2 | 1 | 0 | 8  | 4  | +4 | 7 | Eliterunde    |
| 2   | Færøerne   | 3 | 1 | 1 | 1 | 4  | 5  | −1 | 4 | Eliterunde    |
| 3   | Tjekkiet   | 3 | 1 | 1 | 1 | 5  | 5  | 0  | 4 | Eliterunde    |
| 4   | Luxembourg | 3 | 0 | 1 | 2 | 3  | 6  | −3 | 1 |               |

| 21. oktober 2016 19:00 |

| Færøerne                | 2–0     | Tjekkiet |
| ----------------------- | ------- | -------- |
| Giessing 2' · Løkin 45' | Rapport |          |

| Terrain Poetz, Wiltz Dommer: Aleksandrs Anufrijevs (Letland) |

| 23. oktober 2016 18:30 |

| Schweiz                                | 3–0     | Færøerne |
| -------------------------------------- | ------- | -------- |
| Gonzalez 6' · Burkart 29' · Okafor 56' | Rapport |          |

| Stade Jos Haupert, Niederkorn Dommer: Vilhjálmur Þórarinsson (Island) |

| 26. oktober 2016 19:00 |

| Luxembourg             | 2–2     | Færøerne              |
| ---------------------- | ------- | --------------------- |
| Schaus 66', 73' (str.) | Rapport | Jacobsen 40+1', 57' · |

| Stade Jos Haupert, Niederkorn Dommer: Vilhjálmur Þórarinsson (Island) |

### Eliterunde

#### Gruppe 8
| Pos | Hold          | K | V | U | T | M+ | M- | MF | P | Kvalifikation |
| --- | ------------- | - | - | - | - | -- | -- | -- | - | ------------- |
| 1   | Irland        | 3 | 3 | 0 | 0 | 7  | 0  | +7 | 9 | Slutspillet   |
| 2   | Færøerne      | 3 | 1 | 1 | 1 | 2  | 5  | −3 | 4 | Slutspillet   |
| 3   | Slovakiet (E) | 3 | 1 | 0 | 2 | 3  | 4  | −1 | 3 |               |
| 4   | Cypern (E)    | 3 | 0 | 1 | 2 | 1  | 4  | −3 | 1 |               |

| 15. marts 2017 14:15 |

| Irland                                    | 4–0     | Færøerne |
| ----------------------------------------- | ------- | -------- |
| Connolly 9', 23' · Idah 41' · Doherty 43' | Rapport |          |

| Pafiako Stadium, Paphos Dommer: Jason Lee Barcelo (Gibraltar) |

| 17. marts 2017 14:15 |

| Cypern | 0–0     | Færøerne |
| ------ | ------- | -------- |
|        | Rapport |          |

| Kouklia Community Stadium, Paphos Dommer: Jason Lee Barcelo (Gibraltar) |

| 20. marts 2017 14:00 |

| Færøerne                    | 2–1     | Slovakiet    |
| --------------------------- | ------- | ------------ |
| Jacobsen 28' · Sørensen 45' | Rapport | Pišoja 54' · |

| Pafiako Stadium, Paphos Dommer: Andi Koçi (Albanien) |

## Aktuel trup
Sidste aktuelle U17-trup, der blev udtaget til kvalifikationskampene til EM 2017.
Kampe og mål er korrekt pr. 20. marts 2017 efter kampen mod Slovakiet.